# Archéologie de la Grande Guerre
L'archéologie de la Grande Guerre, ou archéologie de la Première Guerre mondiale, est une branche de l'archéologie ayant pour objectif de rechercher et d'étudier le mobilier archéologique relatif à la Première Guerre mondiale : les vestiges de constructions ou structures fortifiées (baraquements, blockhaus, galeries souterraines, tranchées, etc.), les vestiges de constructions civiles (habitats, hôpitaux), le petit mobilier archéologique (armes et munitions, statuettes fabriquées par les soldats, etc.) et les nécropoles. Les commémorations centennales du premier conflit mondial ont permis de mettre l'accent sur la contribution de cette discipline à la connaissance de la guerre, à la conservation et à la sauvegarde de ce patrimoine archéologique, de moins en moins visible,,,,,,.
L'archéologie de la Grande Guerre commence à se développer dans les années 1980. Cette discipline prend son essor dans les années 1990 avec les constructions d'autoroutes et de lignes ferroviaires : les zones aménagées ont fait l'objet, au préalable, de diagnostics et de fouilles préventifs. Auparavant peu connue des spécialistes, ces travaux préventifs de recherche ont permis de dessiner les caractéristiques de l'archéologie de la Première Guerre mondiale, une discipline « en prise avec la « mémoire vivante » »,,,,,,.
Dans les années 2000, les champs de recherche de cette discipline se sont élargis : l'archéologie funéraire, avec les nécropoles et le quotidien des soldats, avec les graffitis et gravures ornant les galeries et souterrains, les objets votifs, la vaissellerie, sont venus apporter un nouvel éclairage sur la Première Guerre mondiale. Les années 2010 sont marquées par un développement de chantiers archéologiques relatifs à la Grande Guerre,,,,,,.
L'archéologie de la Grande Guerre, en raison de ses différents champs d'études — artisanats du petit mobilier et leur chaîne opératoire, restes humains et leur identification ainsi que leur contexte spatial, dépotoirs, équipement du soldat, écritures rupestres et graffitis, vestiges de structures militaires et civiles, témoignages historiques tels que ceux d'Alain-Fournier —, nécessite une « approche multidisciplinaire », à la fois anthropologique, cémentochronologique, dendrochronologique, entomologique, isotopique et taphonomique,.

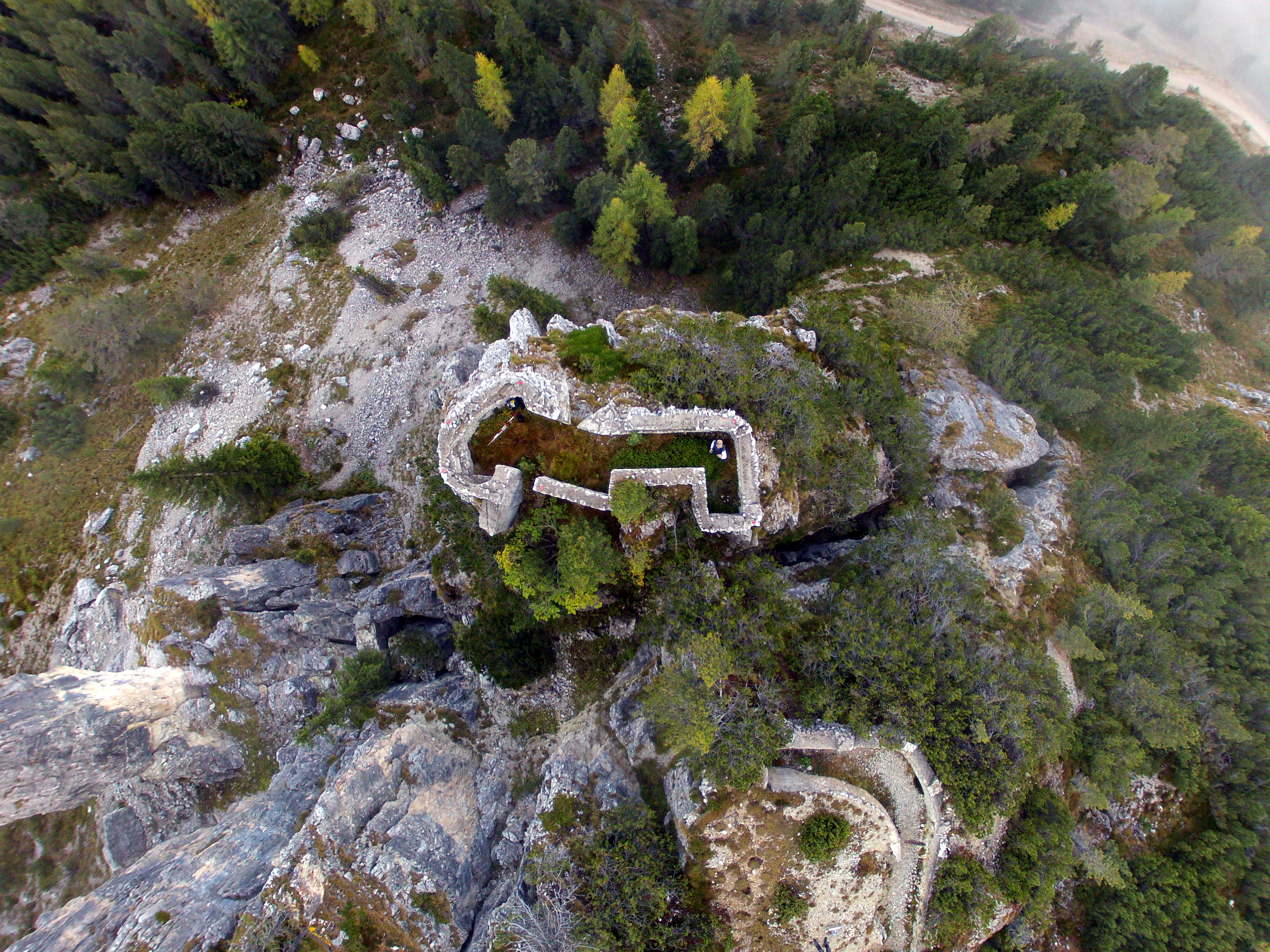
Vue aérienne des vestiges du fort du Prato Piazza, dans le massif des Dolomites, en Vénétie.